# Gmina Koziegłowy
Die Gmina Koziegłowy ist eine Stadt-und-Land-Gemeinde im Powiat Myszkowski der Woiwodschaft Schlesien in Polen. Ihr Sitz ist die gleichnamige Stadt mit etwa 2450 Einwohnern.

## Geographie
Die Gemeinde liegt im Norden der Woiwodschaft und grenzt im Osten an die Kreisstadt Myszków. Die weiteren Nachbargemeinden sind Kamienica Polska, Ożarowice, Poraj, Siewierz und Woźniki.

## Geschichte
Die Landgemeinde wurde 1973 aus Gromadas wieder gebildet. Stadt- und Landgemeinde wurden 1990/1991 zur Stadt-und-Land-Gemeinde zusammengelegt. Ihr Gebiet kam 1975 von der Woiwodschaft Katowice zur Woiwodschaft Częstochowa, der Powiat wurde aufgelöst. Zum 1. Januar 1999 kam die Gemeinde zur Woiwodschaft Schlesien und wieder zum Powiat Myszkowski.
Von 1950 bis 1955 gehörte das Gemeindegebiet zum Powiat Zawierciański.

## Gliederung
Zur Stadt-und-Land-Gemeinde Koziegłowy gehören die Stadt selbst und folgende Dörfer mit einem Schulzenämtern (sołectwa):
Cynków
Gniazdów
Gliniana Góra
Koclin
Koziegłówki
Krusin
Lgota Górna
Lgota-Mokrzesz
Lgota-Nadwarcie
Markowice
Miłość
Mysłów
Mzyki
Nowa Kuźnica
Oczko
Osiek
Pińczyce
Postęp
Pustkowie Lgockie
Rosochacz
Rzeniszów
Siedlec Duży
Siedlec Mały
Stara Huta I & II
Winowno
Wojsławice
Zabijak
Weitere Orte sind Czarka, Koziegłówki-Leśniczówka, Leśniczówka Winowno, Lisia Góra, Ogumie und Wilcza Jama.

## Verkehr
Durch den Hauptort verläuft die Landesstraße DK1 (Europastraße 75). Sie führt von Łódź über Częstochowa im Norden nach Sosnowiec und zum Grenzübergang Cieszyn/Český Těšín im Süden. Die kreuzende Woiwodschaftsstraße DW789 führt von Woźniki nach Żarki.
Der nächste internationale Flughafen ist Katowice.